# Abū Yazīd Machlad ibn Kaidād
Abū Yazīd Machlad ibn Kaidād (arabisch أبو يزيد مخلد بن كيداد, DMG Abū Yazīd Maḫlad b. Kaidād, geboren 874 in Gao; hingerichtet am 19. August 947) war der Anführer des letzten großen Aufstands der Ibaditen in Ifrīqiya (943–947) gegen die Fatimiden. Er gehörte der ibaditischen Gruppierung der Nukkār an und war auch als „Esel-Herr“ (ṣāḥib al-ḥimār) bekannt, weil er auf einem Esel zu reiten pflegte. Die wichtigste Quelle zu Abū Yazīds Leben und seinen Aufstand ist der fünfte Band der Fatimidengeschichte ʿUyūn al-aḫbār wa-funūn al-āṯār des jemenitischen ismailitischen Geschichtsschreibers Idrīs ʿImād ad-Dīn al-Quraschī (gest. 1467), die einen Augenzeugenbericht bewahrt hat. Er gibt die fatimidische Sicht auf die Ereignisse wieder, was auch darin zum Ausdruck kommt, dass Abū Yazīd an verschiedenen Stellen verflucht und als „der Daddschāl“ (ad-Daǧǧāl) bezeichnet wird.

## Abstammung
Abū Yazīd war ein Berber vom Stamm der Ifran aus der Zanāta-Konföderation. Sein Vater Kaidād stammte aus der Gegend von Tozeur und Nafta in der Oasenregion des Chott el Djerid, die damals noch den antiken lateinischen Namen Castilia (Qasṭīlya) trug. Er war im Transsaharahandel tätig, vor allem auf der Route, die über Tadmakka in der zentralen Sahara nach Gao am Niger führte. In Tadmakka hatte er eine Konkubine namens Sabīka aus dem Stamm der Hawwāra, die ihn auch auf seinen Reisen begleitete. Sie gebar ihm im Jahre 874 den Sohn Abū Yazīd.

## Frühes Leben
Abū Yazīds Vater kehrte mit ihm zu unbekannten Zeitpunkt nach Qītūn bei Tozeur zurück und starb bald darauf. Abū Yazīd lebte daraufhin als Waisenkind von den Almosen der Bevölkerung. Als Heranwachsender arbeitete er als Lehrer in den benachbarten Städten Tozeur, Qītūn und Taqyūs. Danach ging er in die Hauptstadt der ibaditischen Rustamiden nach Tāhert, wo er Knaben unterrichtete.
Im Jahre 909 unterwarf der fatimidische Propagandist Abū ʿAbdallāh asch-Schīʿī Tāhert, als er auf dem Weg nach Sidschilmāsa war, um al-Mahdī bi-Llāh (den ersten fatimidischen Imam Nordafrikas) zu befreien, und bereitete dem ibaditischen Imamat ein Ende. Abū Yazīd kehrte daraufhin in seine Heimat zurück und ließ sich in Taqyūs nieder, wo er ein Landgut kaufte. Hier wie auch in Touzeur betätigte er sich erneut als Lehrer.

## Aktivität als Prediger und Wallfahrt nach Mekka
Im Jahre 922, während der Herrschaft von al-Mahdī bi-llah, (reg. 909–934) trat Abū Yazīd erstmals öffentlich als Prediger auf. In seinen Predigten erklärte er die nicht-ibaditische Muslime im Sinne des Takfīr für ungläubig und rief zum Aufstand gegen die fatimidische Herrschaft auf. Auch begann er mit Hisba-Aktivitäten und versammelte eine Gruppe von Männern um sich, die ihn verehrten. Aus der Chronik des ismailitischen Geschichtsschreibers Idrīs ʿImād al-Dīn geht hervor, dass Abū Yazīd as Prinzip von Walāya und Barā'a praktizierte: gegenüber den beiden ersten Kalifen Abū Bakr und ʿUmar ibn al-Chattāb übte er Walāya, von ʿUthmān ibn ʿAffān und ʿAlī ibn Abī Tālib sagte er sich dagegen los. Außerdem hielt er es für erlaubt, Kinder von Muslimen, die eine andere Auffassung als er hatten, zu versklaven.
Unmittelbar nach der Thronbesteigung von al-Qā'im bi-amr Allāh (reg. 934–946) wurde Abū Yazīd erstmals verhaftet, doch konnte er flüchten und entzog sich dem Zugriff der Obrigkeit durch eine Wallfahrt nach Mekka. 937 kehrte er heimlich nach Tozeur zurück. Nachdem man ihn denunziert hatte, wurde er vom fatimidischen Gouverneur ins Gefängnis geworfen. Sein alter Lehrer Abū ʿAmmār al-Aʿmā („der Blinde“), das Oberhaupt der Ibaditen im Aurèsgebirge, befreite ihn daraufhin bei einer dramatischen Aktion, an der vierzig Reiter teilnahmen. Zusammen mit seiner Frau und vier Söhnen floh Abū Yazīd in den Westen und fand Zuflucht bei Berbern westlich des Aurès. Vor allem unter den Stämmen der Zanāta, wie den Banū Ifrān und den Hauwāra, gewann Abū Yazīd in der Folge eine große Anhängerschaft. Er nannte sich fortan „Scheich der Muslime“ (šaiḫ al-muslimīn).

## Sein Aufstand gegen die Fatimiden

### Die Anfänge
Der Aufstand Abū Yazīds begann damit, dass er Ende Februar 944 den Versuch unternahm, die Festungsstadt Bāghāya an der alten Römerstraße einzunehmen. Allerdings scheiterte er damit, obwohl er die Stadt mehrfach belagerte und sich einige fatimidische Befehlshaber, wie zum Beispiel Saʿīd ibn Chalaf al-Hauwārī, ihm anschlossen. Daraufhin begann er andere wichtige Städte einzunehmen. So brachte er die Bevölkerung von Tebessa dazu, sich gegen eine Schutzerklärung (amān) zu ergeben, doch brach er anschließend sein Versprechen und gegen gewaltsam gegen die Bevölkerung vor. Danach wandte er sich gegen Marmādschanna und nahm auch diesen Ort ein. Hier schenkte ihm ein Mann einen Esel, auf dem er anschließend zu reiten pflegte, weswegen man ihn auch „den Mann auf dem Esel“ (ṣāḥib al-ḥimār) nannte. Abū Yazid trug in dieser Zeit gewöhnlich einen ärmellosen Umhang aus Wolle und eine weiße Mütze. Dieses asketische Auftreten erzeugte das Bild eines strengen, bescheidenen und frommen Anführers.
Am 8. August 944 zog Abū Yazīd vor die Stadt al-Urbus (nach anderer Vokalisierung al-Aribus) an der großen Römerstraße, die von Sousse an der tunesischen Küste über El Kef nach Westen führte. Hier setzte er die lokale Bevölkerung unter Druck, alle Orientalen (mašāriqa), d. h. Ismailiten und Staatsdiener mit ihren Anhängern und ihrem Vermögen auszuliefern. Der Chatīb und der Leiter des Gebets der Hauptmoschee wurden daraufhin ausgeliefert und von Abū Yazīd hingerichtet. Abū Yazīds berberische Soldaten drangen danach in die Stadt ein und töteten alle Ismailiten und Anhänger der Fatimidenherrschaft. Außerdem brandschatzten sie die Stadt und töteten viele ihrer Bewohner. Nach dem Bericht von Idrīs ʿImād ad-Dīn wurden diejenigen, die sich in die Hauptmoschee geflüchtet hatten, von den Soldaten getötet, bzw. die Mädchen vergewaltigt.

### Erste Reaktionen der Fatimiden
Mit der Einnahme von al-Urbus hatte Abū Yazīd innerhalb von sechs Monaten einen militärischen Erfolg erzielt, für den der ismailitische Dāʿī Abū ʿAbdallāh asch-Schīʿī sieben Jahre gebraucht hatte. Der Verlust der Stadt versetzte den fatimidischen Hof in al-Mahdīya in Alarmbereitschaft. Die Berater des Kalifen al-Qā'im forderten diesen zur militärischen Reaktion gegen Abū Yazīd auf. Dies taten sie unter anderem mit Verweis auf die strategische Bedeutung von al-Urbus und das Schicksal der Aghlabiden, deren Dynastie nach dem Verlust von al-Urbus rasch untergegangen war. Man fürchtete daher, den Fatimiden könnte ein ähnliches Schicksal bevorstehen. Daraufhin sandte al-Qā'im seine Befehlshaber Muhammad ibn ʿAlī ibn Sulaimān und Tamīm al-Wasfānī nach Raqqāda, um die Stadt vor Angriffen Abū Yazīds zu schützen. Außerdem wurde Chalīl ibn Ishāq mit einem Heer von 1000 Reitern, das aus Soldaten des Dschund und Sklaven bestand, nach Kairouan geschickt. Buschrā al-Chādim wurde im Auftrag von al-Qā'im nach Bādscha geschickt, um sich dort gegen die Berber zu behaupten.
Als Abū Yazīd, der sich noch in al-Urbus befand, davon erfuhr, zog er mit seiner Armee Richtung Bādscha, wobei er seine Familie in al-Urbus zurückließ und Ibrahīm ibn Abī Salās als Befehlshaber seiner Truppen einsetzte. Anfänglich wurden Abū Yazīd und die Berber von Buschrā al-Chādim zurückgedrängt, letztendlich konnten sie aber den Kampf gewinnen und Bādscha einnehmen. Abū Yazīd ließ die Stadt drei Tage und Nächte lang brandschatzen. Dabei kam es nach dem Bericht von Idrīs ʿImād al-Dīn erneut zu Vergewaltigungen an Frauen, die sich in die Hauptmoschee der Stadt geflüchtet hatten. Angeblich sollen an dem Tag tausend Frauen geschwängert worden sein.
Buschrā al-Chādim floh anschließend nach Tunis, das von Hasan ibn ʿAlī regiert wurde, wobei er von den Berbern verfolgt wurde. ʿAmmār, Hasans Bruder, stellte sich seinen Verfolgern mit 300 Reitern entgegen und siegte. Buschrā al-Chādim und Hasan ibn ʿAlī wurden allerdings trotzdem zur Flucht nach Sousse gezwungen, als es in Tunis zu Unruhen kam.

### Einnahme von Kairouan
Zur selben Zeit befand sich Abū Yazīd auf dem Weg nach Kairouan, um die Stadt anzugreifen. Chalīl ibn Ishāq, der Kommandant der Stadt, nahm die Bedrohung jedoch nicht ernst und hielt seine Soldaten in der Stadt. Er verließ sich auf eine Gruppe Berber vom Stamm der Zuwaila, die ihm versprochen hatten, Abū Yazīd zu töten. Auch als Abū Yazīd's Truppen kurz vor Kairouan standen, nahm Chalīl ibn Ishāq die Gefahr, die von ihnen ausging, nicht ernst. Einige von Chalīl's Soldaten waren unzufrieden, weil sie keine Bezahlung erhalten hatten und nahmen Kontakt mit Abū Yazīd auf. Am 14. Oktober 944 konnte Abū Yazīds Heerführer Aiyūb ibn Chairān az-Zuwailī ungehindert in die Stadt eindringen. Chalīl ibn Ishāq verschanzte sich zunächst in der Zitadelle, ergab sich aber schließlich mit seinen Anhängern, nachdem man ihm versprochen hatte sein Leben zu schonen. Letztendlich jedoch ließ Abū Yazīd Chalīl ibn Ishāq und den ismailitischen Qādī der Stadt Ahmad ibn Bahr auf Druck seiner Berater hinrichten. Kairouan wurde für zwei Jahre die Residenz von Abu Yazīd. Von hier aus erfolgte die Aufnahme von Kontakten zu den Umayyaden von Córdoba.
Hasan ibn ʿAlī und Buschrā al-Chādim bekämpften unterdessen Aiyūb ibn Chairān az-Zuwailī und besiegten ihn schließlich. Dabei wurden 4000 Berber getötet und 500 als Gefangene nach al-Mahdiya geschickt, wo sie von der Stadtbevölkerung ermordet wurden.

### Unterstützung von sunnitischer Seite
Von nicht unerheblicher Bedeutung für den Erfolg Abū Yazīds war, dass er auch von sunnitischer Seite Unterstützung erhielt. So wird in dem Werk Riyāḍ an-Nufūs des nordafrikanischen Geschichtsschreibers Abū Bakr al-Mālikī (gest. 109) erwähnt, dass sich die Banū Abī Salās, eine der führenden Familien von al-Urbus, bei dem malikitischen Gelehrten Abū l-Fadl ʿAbbās ibn ʿĪsā al-Mamsī erkundigten, wie sie sich während der Rebellion Abū Yazīd's verhalten sollten. Er gab darauf die Antwort, dass die Bekämpfung der Fatimiden verdienstvoller als die Bekämpfung von Beigesellern. Ibrāhīm ibn Abī Salās, das Oberhaupt Banū Abī Salās, schloss sich daraufhin Abū Yazīd an. Als al-Mamsī von anderen Personen dazu aufgefordert wurde, sich dem Aufstand von Abū Yazīd anzuschließen, ließ er sich eine Nacht Bedenkzeit geben. Danach antwortete er, dass er im Koran nichts gefunden habe, das in dieser Situation zum Sitzenbleiben (quʿūd). verpflichte. Den Kampf zusammen mit Abū Yazīd gegen die Banū ʿUbayd (= Fatimiden) hielt al-Mamsī für eine religiöse Pflicht, weil er meinte, dass die Ibaditen Muslime seien, die Fatimiden hingegen Madschūs, also Nicht-Muslime. Abū Bakr al-Mālikī berichtet, dass al-Mamsī später an der Spitze einer Gruppe von 85 malikitischen Gelehrten stand, die beim Aufstand Abū Yazīds gegen die fatimidische Herrschaft den Märtyrertod erlitten.
Nach einem zeitgenössischen Bericht, den der marokkanische Geschichtsschreibers Ibn ʿIdhārī (gest. 1313) überliefert, schmeichelte sich Abū Yazīd bei der Einnahme von Kairouan bei den sunnitischen Gelehrten ein, in dem er seine Verehrung für die beiden ersten Kalifen Abū Bakr und ʿUmar ibn al-Chattāb bekundete, zum Dschihad gegen die Schia aufrief, zum Studium des Madhhabs von Mālik ibn Anas aufforderte und die beiden ersten Fatimidenkalifen verfluchte. Daraufhin schlossen sich ihm zahlreiche Rechtsgelehrte und Fromme der Stadt an. Sie versammelten sich an dem darauf folgenden Freitag mit ihren Waffen, Bannern und Trommeln in der Hauptmoschee der Stadt und zogen mit ihm in den Kampf gegen die Fatimiden. Später, so berichtet die von Ibn ʿIdhārī zitierte Quelle, habe dann Abū Yazīd seinen Soldaten befohlen, die Gelehrten aus Kairouan den fatimidischen Kämpfern der Gegenseite zu überlassen, damit diese sie töteten. Auf diese Weise habe er die religiöse Führungsschicht von Kairouan loswerden wollen, ohne selbst die Schuld für ihren Tod auf sich zu laden.

### Belagerung von al-Mahdīya
Im Oktober 944 marschierte Abū Yazīd mit seiner Armee nach Raqqāda und besiegte dort den Berberstamm der Kutāma, der mit den Fatimiden verbündet war. Die verbliebenen Kutāma flohen daraufhin nach al-Mahdīya. Am 30. Oktober griff Abū Yazīd überraschend das Lager des fatimidischen Befehlshabers Maisūr al-Fatā, der die Aufgabe hatte, al-Mahdīya zu schützen. Nach dem Sieg über ihn stand Abū Yazīd der Weg nach al-Mahdīya offen. Viele Bewohner des Umlandes der fatimidischen Hauptstadt versuchten dorthin zu fliehen. Al-Qā'im befahl ihnen allerdings in ihre Städte zurückzukehren. Von seinem Lager vor den Toren von al-Mahdīya aus eroberte Abū Yazīd weitere Städte in Ifrīqiya, unter anderem Sousse.
Zur Verteidigung der Hauptstadt ließ der Kalif al-Qā'im um al-Mahdīya einen Graben ausheben und schickte Boten zu den Kutāma, die sie zum Dschihād gegen Abū Yazīd aufforderten. Einer dieser Boten wurde von Abū Yazīd gefangen genommen, woraufhin er augenblicklich den Angriff auf die Stadt befahl. Bei seinem ersten Angriff im Januar 945 rückte Abū Yazīd mit seinen Truppen bis zu einem symbolisch bedeutsamen Ort, dem „Gebetsplatz für das Fest“ (muṣallā al-ʿīd) vor. Nach einer Legende hatte al-Qā'im's Vater, der fatimidische Kalif al-Mahdī, an diesen Ort einen Pfeil geschossen und verkündet, dass kein Eroberer weiter als bis zu diesem Punkt vordringen werde. Dann jedoch zwang der Verlauf der Kämpfe Abū Yazīd zum Rückzug, um seine, auf der anderen Seite der Stadt in Bedrängnis geratenen, Soldaten zu entsetzen. Seine Ankunft dort sorgte für Verwirrung, weil die fatimidischen Soldaten zunächst dachten, es handele sich bei ihm um al-Qā'im. Dieser allerdings weigerte sich, Abū Yazīd in der Schlacht gegenüberzutreten.
Nachdem al-Qā'im bi-llah die Bevölkerung in einer Predigt zum Widerstand gegen Abū Yazīd aufgefordert hatte, kam es bei der Ortschaft Dār Quwām zu einer weiteren Auseinandersetzung, in der die Berber besiegt und einige wichtige Kommandeure von Abū Yazīd getötet wurden. Bei einer weiteren heftigen Schlacht im Juni 945 bei einem Ort namens al-Mā' al-Mālih konnten die Fatimiden Abū Yazīd erneut besiegen. Im Laufe der Belagerung verschlechterte sich die Situation der Verteidiger in al-Mahdīya allerdings stark, unter anderem weil Schiffe aus Tripoli und Sizilien, die die Stadt mit Lebensmitteln versorgen sollten, durch Stürme an Land getrieben und dort von Abū Yazīd’s Truppen geplündert wurden. Obwohl al-Qā'im die öffentlichen Getreidereserven zur Verfügung stellen ließ, kam es zu einer Hungersnot. Viele Bewohner verließen daraufhin aus Verzweiflung die Stadt, was häufig entweder ihren Tod oder ihre Versklavung zur Folge hatte. Auf die Beschwerde eines Mannes über die Gräueltaten seiner Armee soll Abū Yazīd geantwortet haben, das Verhalten seiner Soldaten sei gerechtfertigt, weil die Bewohner der Stadt Muschrikūn seien, die man töten dürfe.

### Auflösungserscheinungen und erneute Konsolidierung
Nach einigen weiteren Gefechten mit wechselvollem Ausgang im Laufe des Jahres 945 kam es zu ersten Auflösungserscheinungen in Abū Yazīd’s Armee. Dies hatte auch damit zu tun, dass Abū Yazīd Zeit seine einfache Kleidung gegen Seide ein getauscht und begonnen hatte, auf gebrandmarkten Pferden zu reiten. Einige seiner Anhänger hatten dies getadelt. Abū Yazīd hatte jedoch ihren Worten keinerlei Beachtung geschenkt.
Einige Berber aus dem Stamm der Waschīr wechselten in dieser Zeit in das Lager der Fatimiden über, und auch Abū Yazīd’s Vertrauter Ibrahīm ibn Abī Salās nahm wieder Kontakt zu al-Qā'im auf. Dieser versicherte ihm wohl seine Begnadigung, weswegen Ibrahīm schlussendlich erneut die Seiten wechselte und zu den Fatimiden überlief. Diese Ereignisse und die unsichere militärische Situation demoralisierten Abū Yazīd’s berberische Truppen. Nur die Banū Kamlān und die Hauwāra aus dem Aurès blieben Abū Yazīd treu, allerdings zogen sich auch diese schließlich ohne sein Wissen nach Kairouan zurück, um dort ihre Kräfte zu sammeln. Daraufhin verblieb auch Abū Yazīd kein anderer Ausweg, weswegen er die Belagerung al-Mahdīyas abbrach und sich ebenfalls nach Kairouan begab. Dort kam es zu weiteren internen Auseinandersetzungen, wobei einige von Abū Yazīd’s engsten Gefolgsleuten ihm mangelnden militärischen und religiösen Eifer vorwarfen, was sie unter anderem an seinem geänderten Lebensstil (vgl. unten Persönlichkeit) festmachten. Abū Yazīd konnte diese Konflikte durch eine Rückkehr zu seinem ursprünglichen asketischen Auftreten noch einmal eindämmen, allerdings hatte die Bevölkerung von Kairouan mittlerweile ihrerseits Kontakt zu al-Qā'im aufgenommen, und die Berber drohten die Kontrolle über Ifrīqiya zu verlieren.
In der Folge versuchte Abū Yazīd die Kontrolle über die vormals eroberten und wieder abtrünnig gewordenen Gebiete wiederherzustellen, wobei es zu einem brutalen Massaker an der Stadtbevölkerung von Tunis kam. Als ein Mordkomplott einiger Berber vom Stamm der Bayāda gegen Abū Yazīd aufgedeckt wurde, ließ dieser den kompletten Stamm massakrieren. Die Rückeroberung der verlorenen Gebiete gestaltete sich insgesamt erfolgreich, so dass im Laufe des Jahres 946 fast alle Städte Ifrīqiyas wieder unter die Herrschaft Abū Yazīd’s gelangten.

### Das Ende des Aufstandes
Im selben Jahr starb der fatimidische Kalif al-Qā'im bi-amr Allāh, woraufhin ihm sein Sohn al-Mansūr bi-Llāh nachfolgte. Dieser ließ den Tod seines Vaters allerdings zunächst geheim halten, um seine Truppen nicht zu verunsichern. Anders als al-Qā'im nahm al-Mansūr sehr bald eine aktive Rolle im Kampf gegen Abū Yazīd ein und führte einen offensiven Feldzug gegen den berberischen Aufstand. Nach einigen Monaten kam es schließlich in der Nähe von Kairouan zu einer entscheidenden Schlacht, bei der die Berber besiegt und anschließend von den Fatimiden niedergemetzelt wurden. Abū Yazīd konnte allerdings entkommen und zog sich in die Festung Kayāna zurück, wo er von al-Mansūr’s Truppen eingeschlossen und belagert wurde. Nachdem im Laufe der Kämpfe fast die gesamte Führungselite der Ibaditen gefallen war, entkam Abū Yazīd ein letztes Mal, bevor er endgültig schwer verletzt von den fatimidischen Truppen gefangen genommen wurde. Wenige Tage später verstarb er unter Hausarrest. Auf Anordnung al-Mansūr’s wurde seine Leiche mumifiziert und in allen Städten Ifrīqiyas zur Abschreckung zukünftiger Aufstände öffentlich zur Schau gestellt.

### Erklärungen für den Aufstand
Heinz Halm stellte den Aufstand Abū Yazīds in einen Zusammenhang mit der charidschitischen Lehre, die den unbedingten und bewaffneten Kampf gegen eine tyrannische Regierung zur religiösen Pflicht und zur Legitimationsgrundlage des wahren Imam machte. In den Augen der Charidschiten waren sowohl die Abbasiden (die ihre Herkunft auf die Haschimiten und damit auf die Familie des Propheten zurückführten) als auch die Fatimiden (die dies auch taten, vgl. Fātima bint Muhammad) Tyrannen, gegen die der religiös begründete Kampf notwendig war. Demgegenüber folgten die Charidschiten einem egalitaristischen Grundsatz, insofern als sie betonten, dass nur der beste und frömmste unter den Muslimen als Imam der Umma anerkannt werden könne, unabhängig davon ob dieser nun Berber, Araber oder „ein schwarzer Sklave“ sei.